# Batalha de Bani Walid
A Batalha de Bani Walid foi uma grande operação militar travada durante a Guerra Civil Líbia, conduzida por forças da oposição anti-Gaddafi, apoiados pela OTAN, lutando contra militantes ainda leais ao regime líbio. Entre setembro e outubro de 2011, combates violentos foram registrados por toda a cidade enquanto as forças opostas lutavam pelo controle da região.
No começo de setembro de 2011, Bani Walid começou a ser cercada por forças do Conselho Nacional de Transição (CNT). A cidade ainda estava sob controle de forças leais ao ditador do país, Muammar Gaddafi. Combatentes do regime, utilizando de foguetes, artilharia e atiradores de elite, repeliram os primeiros ataques das forças do CNT. A cidade então foi bombardeada por navios e aviões da OTAN. Os rebeldes tentaram então avançar pela periferia da cidade, avançando sobre o aeroporto local mas o ataque acabou fracassando.
Em 16 de outubro, os rebeldes lançam sua maior ofensiva contra o centro da cidade e após violentos combates anunciam que boa parte do município já estava sob seu controle. No dia seguinte, as forças de Gaddafi remanescentes decidiram se render. Foi então reportado que Saif al-Islam Gaddafi, filho mais velho do então ditador do país, que estava se refugiando na cidade, havia fugido para evitar ser capturado.
O término da guerra no fim de outubro não garantiu a paz na região. Em janeiro de 2012, milicianos que se opunham ao CNT e forças leais ao novo governo de transição se combateram pelo controle da cidade. Foi só em outubro de 2012, um ano após o início dos combates na cidade, que Bani Walid foi considerada completamente segura quando as últimas gangues de guerrilheiros contrarias ou leais ao novo governo encerraram os combates e o CNT assumiu o controle total da cidade.